# Улица Михаила Богићевића (Београд)
| МИХАИЛА БОГИЋЕВИЋА · улица | МИХАИЛА БОГИЋЕВИЋА · улица |
| -------------------------- | -------------------------- |
|                            |                            |
| Општина                    | Савски венац               |
| Почетак                    | Савски трг                 |
| Крај                       | Гаврила Принципа улица     |
| Дужина                     | 110 m                      |
| Ширина                     | 10 m                       |
| Створена                   | непознато                  |
| Названа                    | 1896                       |
|                            |                            |
|                            |                            |

Улица Михаила Богићевића налази се на територији општине Савски венац. Простире се од Савског трга 1, до улице Гаврила Принципа.

## Име улице
Име је добила 1934. године када је названа улица Михаила Богићевића.

## Историја
Михаило Богићевић рођен је у Земуну 20. августа 1843. године.   Био је политичар, министар грађевина Србије. Председник београдске општине био је два пута и то од 4. априла 1886. до 4. фебруара 1887. године и од 12. маја 1894. до 8. новембра 1896. године.  Завршио је Велику школу, а студије технике завршио је у Паризу. Од 1895. године био је посланик у Народној скупштини. Био је и директор железница. Као председник Београдске општине допринео је да општина уступи земљиште за зидања Цркве Светог Саве. Имао је велику и богату библиотеку коју је поклонио друштву Свети Сава. 